# Collegium Germanicum et Hungaricum
Collegium Germanicum et Hungaricum ili kraće Collegium Germanicum je sjemenište za rimokatoličke svećenike na njemačkom jeziku.
Utemeljeno je 1552. godine. Od 1580. njegovo puno ime glasi Pontificium Collegium Germanicum et Hungaricum de Urbe.

## Povijest
Utemeljio ga je papa Julije III. 31. kolovoza 1552. bulom Dum sollicita. Pri tomu su ulogu imali kardinali Giovanni Morone i sveti Ignacije Lojolski. Osnovan je kao Zavod sv. Apolinara.
Službeno ga je otvorio sami sv. Ignacije 28. listopada. Isusovci su davali smjernice za rad na učilištu.
1580. je papa Grgur XIII. spojio ovo učilište s učilištem Collegium Hungaricum (Mađarsko učilište), utemeljenim 1578. Od onda se zove Pontificium Collegium Germanicum et Hungaricum de Urbe ili kraće Collegium Germanicum et Hungaricum.
Nakon što je ukinut isusovački red 1773., učilište vode dijecezanski svećenici.
Nakon što je sveti rimski car Josip II. 1781. zabranio svim studentima iz krajeva pod njegovom vlašću studirati u Rimu i uz to što su malo poslije grad zauzele francuske postrojbe pod Napoleonom, sjemenište je bilo prisiljeno zatvoriti se 1798. godine.
Završetkom Napoleonova doba, sjemenište je ponovno otvoreno za studente, ukazom pape Pio VII. 1818. Rad je preustrojio papa Lav XII., koji je ojačao sveze ovog sjemeništa s isusovcima i dao je njegovom radu oblik kakvim je poznat i danas.
Za vrijeme Prvog svjetskog rata sjemeništarci su morali dijeliti premise s innsbruškim sjemeništem Collegiumom Canisianumom od 1915. do 1919.

## Učenje
Obrana od protestantske reformacije, poboljšanje teološke naobrazbe i obrazovanje svećenika odanih Rimu su bili glavnim ciljevima kad je bilo utemeljeno ovo sjemenište. "S teritorija Svetog Rimskog Carstva njemačkog naroda, kojima je bila ugrožena vjera", trebalo je izučiti "neustrašive ratnike vjere" (navod iz bule kojom se utemeljilo ovo sjemenište). Nakon pto je pala željezna zavjesa 1989., opet je bilo moguće vratiti se izvornom internacionalizmu ovog sjemeništa.

## Poznati studenti
Marcin Dunin, Béla H. Bánáthy, sv. Marko Križevčanin, John Gibbons, Karl-August von Reisach, Johann Michael Raich, Bela Tonković, Karl Lehmann, Josip Pazman, bl. Alojzije Stepinac, Lorenz Werthmann i dr.

## Vanjske poveznice
- (njem.) (tal.) Službene stranice
- (njem.) Kratki opis na www.kath.de  Arhivirana inačica izvorne stranice od 21. veljače 2012. (Wayback Machine)
- (njem.) Peter Walter: Die Gründungen des Collegium Germanicum et Hungaricum: Etappen der Kollegsgeschichte